# 아내의 자격
《아내의 자격》은 2012년 2월 29일부터 2012년 4월 19일까지 방영된 JTBC의 수목 미니시리즈이다.
역대 한국방송작가상 드라마 부문 수상작 중 최초 종편 방영 수상작인 한편 jTBC의 지주회사 중앙미디어네트워크가 100% 출자해서 만든 드라마하우스에서 만들었는데 모래시계 (8회) 은실이 (12회) 덕이 (13회)(이상 SBS 프로덕션)에 이어 4번째로 역대 한국방송작가상 드라마 수상작 중 해당 채널 자회사에서 외주제작한 드라마가 됐다.

## 기획 의도
강남의 사교육 열풍 속에서 자녀교육에 몰두하던 평범한 주부가 우연히 만난 치과의사와 격정적 사랑에 빠지는 과정을 그리는 정통 멜로 드라마

## 등장 인물

### 주요 인물
- 김희애 : 윤서래 역
- 이성재 : 김태오 역
- 이태란 : 홍지선 역
- 장현성 : 한상진 역

### 서래/상진 가족
- 임제노 : 한결 역

 서래 시댁 
- 이정길 : 한용희 역
- 남윤정 : 진수애 역
- 최은경 : 한명진 역
- 박혁권 : 조현태 역
- 이한나 : 조윤재 역
- 라미 : 조윤민 역

 서래 친정 
- 남능미 : 오정애 역
- 장소연 : 윤미래 역

### 태오/지선 가족
- 최다인 : 김보름 역

### 그 외 인물
- 임성민 : 강은주 역
- 손성준 : 조재훈 역
- 정한용 : 조석호 역
- 길해연 : 하섬진 역
- 육미라 : 성인옥 역
- 홍성숙 : 민해경 역
- 박근형 : 오영숙 역
- 이선영 : 임정아 역
- 김시영 : 차승혜 역
- 서정연 : 김현희 역

## 시청률
아래의 파란색 숫자는 '최저 시청률'이고, 빨간색 숫자는 '최고 시청률'입니다. 
| 2012년      | 2012년         |
| 회차        | AGB 시청률     |
| 회차        | 대한민국(전국) |
| ----------- | -------------- |
| 제1회       | 1.070%         |
| 제2회       | 1.372%         |
| 제3회       | 1.420%         |
| 제4회       | 1.324%         |
| 제5회       | 1.624%         |
| 제6회       | 1.612%         |
| 제7회       | 1.580%         |
| 제8회       | 2.158%         |
| 제9회       | 2.010%         |
| 제10회      | 2.407%         |
| 제11회      | 3.363%         |
| 제12회      | 3.139%         |
| 제13회      | 2.984%         |
| 제14회      | 2.889%         |
| 제15회      | 3.084%         |
| 제16회      | 4.045%         |
| 평균 시청률 | 2.3%           |

## 수상
- 2013년 제49회 백상예술대상 TV부문 여자 최우수연기상 김희애
- 2012년 제25회 한국방송작가상 드라마 부문상 정성주

## 참고 사항
- 담당 PD 안판석은 20년 간 캐스팅을 꿈꿔온 김희애와 해당 드라마에서 호흡을 맞췄다.[4]
- 4월 11일 19대 총선 결방 없이 정상 방송하였다.